# Moustafa Zeidan
Moustafa Zeidan Khalili, född 7 juni 1998, är en svensk-palestinsk fotbollsspelare som spelar för Rosenborg, på lån från Malmö FF.

## Karriär

### Tidig karriär
Zeidan inledde karriären hos Högaborgs BK och efter att ha tagit sig upp till a-laget i division 2 blev han som 15-åring klar för engelska Aston Villa.

### Helsingborgs IF
Efter knappa två år i Aston Villa vände Zeidan åter hem till Sverige, då han i mars 2016 skrev på ett treårskontrakt med Helsingborgs IF.  samband med övergången uppstod dock strul med FIFA-licensen - vilket gjorde att Zeidan inte blev spelklar för Helsingborgs IF förrän under sommaren 2016.
Debuten för Helsingborgs IF skedde i akademilaget i en division 2-match mot moderklubben Högaborgs BK i juni 2016. Månaden efter, den 24 juli 2016, fick Zeidan debutera i allsvenskan då han hoppade in i matchen mot BK Häcken.

### Syrianska FC
I augusti 2017 värvades Zeidan av Syrianska FC.

### IF Brommapojkarna
I november 2017 värvades Zeidan av IF Brommapojkarna, där han skrev på ett fyraårskontrakt.

### IK Frej
I januari 2019 skrev Zeidan på ett ettårskontrakt med IK Frej.

### Jönköpings Södra
Den 3 december 2019 värvades Zeidan av Jönköpings Södra, där han skrev på ett tvåårskontrakt.

### IK Sirius
Zeidan köptes loss av Sirius i juli 2021. Han skrev på ett avtal över säsongen 2024.

### Malmö FF
I juli 2022 köptes Zeidan av Malmö FF. Den 26 juli 2023 lånades han ut till emiratiska Hatta på ett säsongslån. Den 13 augusti 2024 lånades Zeidan ut till norska Rosenborg på ett låneavtal över resten av året.

## Landslagskarriär
I december 2021 blev han uttagen till svenska landslagets januariturné, som skulle spelas i Portugal. Turnén blev senare inställd. I december 2022 blev han dock än en gång uttagen till svenska landslagets januariturné. Zeidan debuterade för Sveriges landslag den 9 januari 2023 i januariturnéns första match mot Finland.

## Personligt
Moustafa Zeidan är kusin till Imad Khalili och Abdul Khalili, vilka båda är fotbollsproffs och likt Zeidan påbörjade sin spelarkarriär i Högaborgs BK och även har representerat Helsingborgs IF i allsvenskan.